# Катаяма Тецу
Тецу Катаяма (яп. 片山 哲; нар. 28 липня 1887, Танабе — пом. 30 травня 1978, Фудзісава) — японський політичний і державний діяч, 46-й прем'єр-міністр Японії з 24 травня 1947 по 10 березня 1948 року. Він був першим в історії Японії соціалістом і християнином, що обійняв посаду прем'єр-міністра.

## Біографія
Народився в префектурі Вакаяма, закінчив Токійський університет. За переконаннями — соціаліст. Один із засновників Соціалістичної партії Японії. У 1947 р. на виборах до парламенту Соціалістична партія отримала 47 місць в палаті радників і 143 місця в палаті представників. Катаяма Тецу очолив коаліційний уряд, який проіснував лише вісім місяців. У 1960 р. бере участь в утворенні Партії демократичного соціалізму (Мінс сякайто), через три роки йде від активної політичної діяльності.